# Субпарадинаст
Субпарадинаст — в одрисском царстве соправитель парадинаста, ему подчинявшийся.
Распоряжавшиеся в отдельных поселениях субпарадинасты являлись одним из звеньев иерархической лестницы управления в Одрисском царстве. Они повиновались правившим крупными областями парадинастам, в свою очередь непосредственно подчинявшимся царям, властвовавшим на территории большей части Фракии. Как отметила Т. Д. Златковская, ввиду скудости источников нельзя отрицать и существование ещё более мелких должностей. По предположению исследовательницы, субпарадинасты, видимо, как правило, были представителями племенной аристократии, хотя могли относиться и к служилой знати;  то время как парадинасты чаще происходили из одрисского царского рода.